# Guillem VIII d'Aquitània
Guillem VIII d'Aquitània i VI de Poitiers, de naixement Guiu o Guiu-Jofré, fou duc de Gascunya (1052-1086) i duc d'Aquitània i comte de Poitiers (1058-1086). Era fill de Guillem V d'Aquitània el Gran i d'Agnès de Borgonya, i va succeir el 1058 al seu germà Pere Guillem, conegut com a Guillem VII d'Aquitània i V de Poitiers. Va adoptar el nom de Guiu Jofré en honor del seu padrastre Jofré II d'Anjou amb el que va viure la seva joventut.
El 1052 va comprar el títol de duc de Gascunya a Bernat Tumapaler d'Armanyac; a Guiu Jofré li corresponia al ducat el nom de Guillem III de Gascunya. El 1053 Jofré II d'Anjou el va posar al front d'un petit contingent que va anar en ajut del rei Enric I de França contra el duc Guillem de Normandia. El 1058 Jofré, Enric I i Guiu Jofré foren derrotats pel duc normand a la batalla de Varaville. Guillem VII de Poitiers va atacar llavors a Jofré a Saumur però fou rebutjar. Poc després moria Guillem sense fills (almenys sense fills mascles) i Guiu Guillem el va succeir agafant el nom de Guillem VIII.
Es va rodejar de persones de la seva confiança eliminant als cortesans del seu germà. Va deposar l'arquebisbe Arquimbald de Bordeus i el va substituir per Joseclí de Parthenay que era tresorer de l'abadia de Saint Hilaire de Poitiers. El comte Guillem IV de Tolosa amb el suport de nombrosos senyors aquitans es va revoltar contra el duc, aspirant a ser també duc d'Aquitània; va atacar Bordeus però fou rebutjat. Guiu Jofré va reunir les seves forces, va marxar contra Tolosa i la va ocupar i incendiar, retornant llavors a Poitou on va combatre els senyors rebels, als que va derrotar; el castell d'Hug V el Devot de Lusignan fou assetjat i el senyor va morir en una sortida (1060). A la mort del seu padrastre Jofré II d'Anjou el 14 de novembre de 1060 va reclamar als seus successor la Santonya (comtat de Saintes) que estava en poder dels comtes d'Anjou on el nou comte Jofré III el Barbut l'havia deixat al seu germà Folc. Guiu Jofré fou derrotat pels dos germans angevins a Chef-Boutonne. Guillem va tornar a Santonya el 1062 i va assetjar Saintes que va conquerir a causa del fet que Folc no va aconseguir el suport del seu germà Jofré. En endavant Santonya fou part del ducat d'Aquitània. Tot just després va acudir a la crida de Ramon Berenguer II de Barcelona, que demanava ajut contra els musulmans.
Aprofitant l'exèrcit que va ajudar a Ramon Berenguer, el 1063 va sotmetre als senyors que se li oposaven a Gascunya i especialment Bernat Tumapaler comte d'Armanyac i antic duc (7 de maig de 1063); llavors va seguir la seva ruta cap a Barbastre, que dominava la vall del Cinca, on es va reunir amb l'exèrcit català. La ciutat fou conquerida després d'un mes de setge, i els habitants massacrats (1064); aquest fet és considerat el primer precedent de les croades, en intervenir contra els musulmans diversos estats europeus.
Guiu Jofré va aprofitar la guerra entre Folc IV el Tauró i Jofre III el Barbut (1067) per ocupar i cremar el castell de Saumur; després va fer la pau amb el vencedor Folc IV el Tauró (1069).
El 9 de novembre de 1068 va morir la seva mare Agnès de Borgonya i el 1069 es va divorciar de Matilde o Metòdia de la Marca que només li va donar una filla (esposa d'Alfons VI de Lleó el 1069) i es va casar amb Aldearda de Borgonya. El 1076 va anar a Roma i va obtenir del papa el reconeixement del seu matrimoni i a canvi va fundar l'abadia de Montierneuf.
Va morir a Chizé el 25 de setembre de 1086, i fou enterrat a l'abadia de Montierneuf. Era intel·ligent i enèrgic i amb molta sang freda.
Es va casar en primeres noces (1044) amb Aina Garsenda de Périgord, possible vídua d'Eudes de Bordeus i filla d'un comte de Périgord que probablement seria Adalbert II, ja que per cronologia no poden ser Adalbert I ni Bosó II; la Crònica de Saint-Maxence diu que es van divorciar per raons de consanguinitat; vers el 1059 es va fer monja a Notre Dame de Saintes. En segones noces es va casar amb Matilde o Metòdia que podria pertànyer a la família de vescomtes de Thouars, i a la qual va repudiar el 1068. Llavors es va casar (març de 1069) amb Aldearda o Hildegarda de Borgonya, filla del duc Robert I de Borgonya el Vell (se'n va separar el 1076 i va morir vers 1120).
De la seva primera esposa va tenir a Agnès d'Aquitània casada el 1069 amb Alfons VI de Lleó i Castella, sent repudiada el 1073 o 1074 (matrimoni annul·lat per consanguinitat); es va casar en segones noces amb Elies o Heli comte del Maine.
De la segona esposa no va tenir fills. I de la tercera va tenir quatre fills:
- Guillem que va néixer el 22 d'octubre de 1071, que fou Guillem IX d'Aquitània i VII de Poitiers
- Hug d'Aquitània
- Agnès d'Aquitània casada el gener del 1086 amb Pere d'Aragó, rei associat de Sobrarbe i Ribagorça (fill de Sanç I d'Aragó) i el 1094 successor al tron d'Aragó i Navarra com Pere I.
- Beatriu, casada el 1108 amb Alfons VI de Lleó i Castella